# Bubishi
Bubishi (tiếng Nhật: 武備志, Võ bị chí) là tên của một thư tịch cổ được lưu truyền ở Okinawa, có nội dung liên quan đến các kỹ thuật chiến đấu và tự vệ của Trung Quốc cổ đại. Bubishi được cho là có ảnh hưởng lớn đến các kỹ thuật chiến đấu cổ truyền ở Okinawa, nguồn gốc hình thành môn võ Karate hiện đại.

## Nguồn gốc

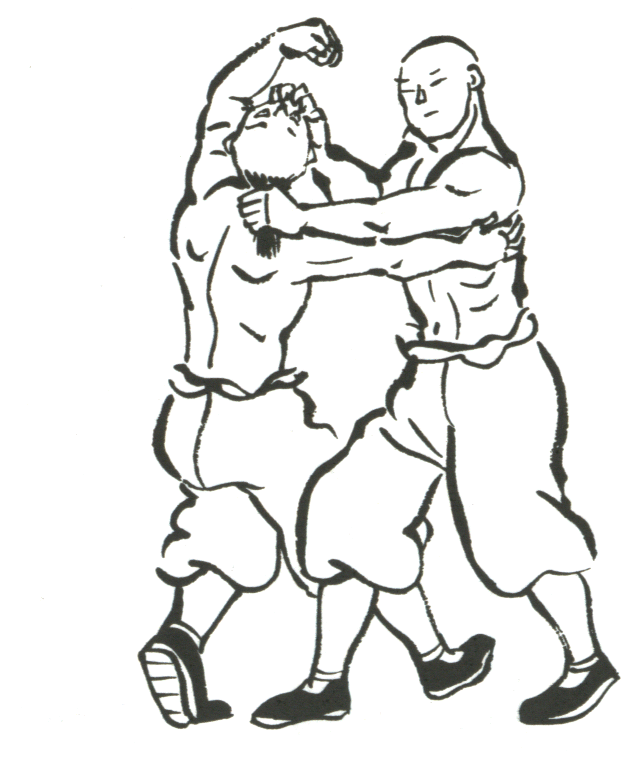
Một đồ họa thể hiện một kỹ thuật vật ngã trong Bubishi.